# Masirana akahanei
Masirana akahanei är en spindelart som beskrevs av Komatsu 1963. Masirana akahanei ingår i släktet Masirana och familjen Leptonetidae. Inga underarter finns listade i Catalogue of Life.